# Albin Brun

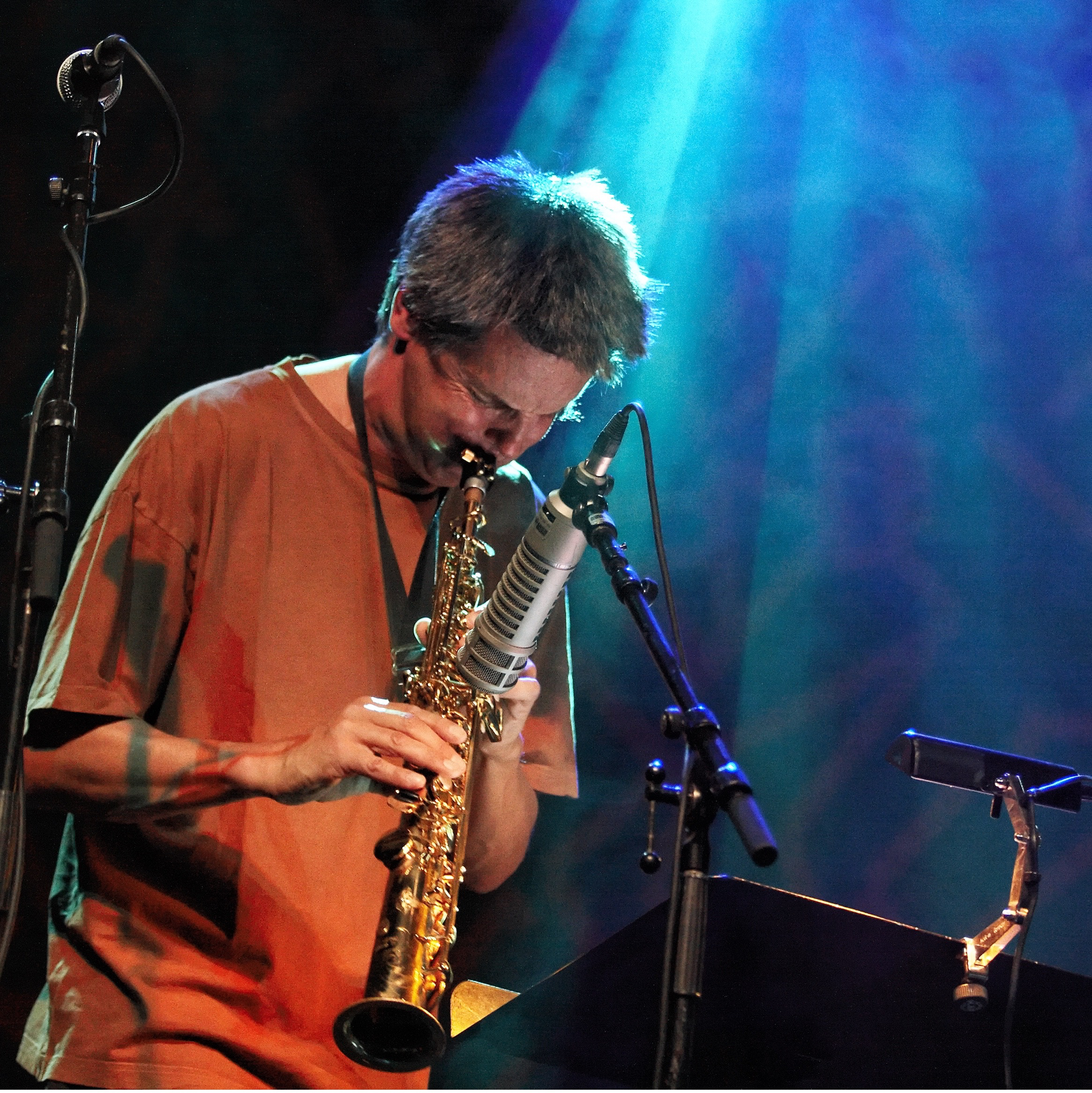
Albin Brun beim Jazz Festival Willisau 2008

Albin Brun (* 21. August 1959 in Luzern) ist ein Schweizer Jazz- und Weltmusiker (Saxophone, Schwyzerörgeli, Duduk, Flöten, weitere Instrumente, Komposition) und gilt in der Schweiz als «eine Schlüsselfigur der Szene zwischen Jazz und neuer Volksmusik».

## Leben und Wirken
Brun begann in den 1970er Jahren, in Bands wie Zöpflimusig, Cantum la Canzon oder AHV Folk zu spielen. Er studierte an der Akademie für Schul- und Kirchenmusik Luzern (Abschluss 1984 mit Diplom Schulmusik I) und an den Jazzschulen in Luzern, Bern sowie St. Gallen.
Zunächst spielte er in Bands wie René Widmers IG Freude, Saxoflex oder der René Twerenbold Big Band. Dann entwickelte er auf seinen Saxophonen und dem Schwyzerörgeli eine atmosphärisch dichte, durchlässige Musiksprache. Er gründete eigene Gruppen wie die Interkantonale Blasabfuhr, die zunächst Strassenmusik spielte und seit 1989 vier Alben veröffentlichte. Später folgten Albins Alpin Quintett, Kraanich, Albin Brun Alpin Ensemble, Albin Bruns NAH Trio bzw. NAH Quartett, Albin Brun Trio & Isa Wiss und Kazalpin (mit 3 Sängerinnen aus Belarus), mit denen er seit 2000 weitere Alben vorlegte. Hinzu kamen (Duo-)Auftritte mit so unterschiedlichen Musikern wie Paul Giger, Bruno Amstad, Ricardo Regidor, Isa Wiss, Ruedi Häusermann, Markus Lauterburg, Andy Aegerter, Claudio Strebel, Andi Gabriel, Agnes Hunger, Maria Walpen, Christian Hartmann, Roland von Flüe, Florian Favre, Balts Nill, Patricia Draeger (Glisch d’Atun, 2016) oder der Vokalgruppe Vocabular. Im Trio Sputnik Muzik arbeitete er mit dem Gitarristen Othmar Brügger und dem Perkussionisten Willy Kotoun im Jazz-Idiom (Überflug, 2007). Er war auch in Corin Curschellas’ La Grischa beteiligt und Mitglied der Frächdächs (improvisierte Kinderkonzerte mit Isa Wiss, Luca Sisera, Markus Lauterburg) sowie im Andreas Gabriel Ensemble. Ab 2017 spielt er oft im Duo mit der Cellistin und Schwyzerörgelispielerin Kristina Brunner und ist Mitglied im Ala Fekra Project mit Musikern aus der Schweiz und aus Ägypten.
Als Multiinstrumentalist und Komponist hat er Musik für viele Theaterproduktionen und spartenübergreifende Projekte wie Tanztheater, Hörspiele Radio SRF, DOK-Filme SRF, Chorprojekte oder Lesungen verfasst und gespielt. Er arbeitete u. a. mit dem Magier Alex Porter und mit Autoren wie Thomas Hürlimann, Franz Hohler, Gisela Widmer, Stefanie Grob, Paul Steinmann, Tim Krohn, Beat Sterchi, Lorenz Marti u. v. m.
Brun ist als Gastdozent an der Hochschule Luzern tätig, wo er ab 2017 auch das Volksmusik-Ensemble Alpinis leitete (gleichnamige CD 2019). Seit 1991 unterrichtet er Saxofon an der Kantonsschule Luzern.

## Preise und Auszeichnungen
Brun erhielt 1995 einen Werkbeitrag von Stadt und Kanton Luzern und 1999 den Förderpreis der Gemeinde Kriens. 2001 wurde er mit dem SAC-Kulturpreis geehrt. 2013 erhielt er den mit 25'000 Schweizer Franken dotierten Kunst- und Kulturpreis der Stadt Luzern, weil er «mit seinem breiten musikalischen Schaffen seit über dreissig Jahren die Jazz- und Volksmusik sowie die Theaterlandschaft der Schweiz» präge. Er wurde 2017 vom Bundesamt für Kultur mit einem Schweizer Musikpreis ausgezeichnet.

## Diskographische Hinweise
- Singfrauen Winterthur & Albin Brun Quartett wieder unterwegs (Zytglogge 2022)
- Albin Brun Trio & Isa Wiss Lied.Schatten (Narrenschiff 2018)
- Albin Brun & Patricia Draeger Glisch d'Atun (Narrenschiff 2016)
- Kazalpin Sniezki/Schnee (Double Moon Records 2015, mit Patricia Draeger, Claudio Strebel, Marco Käppeli und Akana aus Belarus)
- Albin Bruns NAH Quartett Wegmarken (Double Moon Records 2014, mit Andi Gabriel, Marc Unternährer, Andy Aegerter sowie Christian Zehnder)
- Albin Bruns Alpin Ensemble Sphères Alpines (Phonag 2010, mit Tobias Preisig, Patricia Draeger, Christian Hartmann, Marco Käppeli)
- Albin Bruns NAH Trio Fernsicht (Bergtöne 2009), mit Marc Unternährer, Andy Aegerter
- Albin Brun & Bruno Amstad Albireo (Bazaarpool 2009)
- Sputnik Muzik Überflug (Unit Records 2007), mit Othmar Brügger und Willy Kotoun
- Albin Bruns NAH Trio NAH-Aufnahmen (Alpentöne 2006), mit Marc Unternährer, Andy Aegerter
- Albins Alpin Quintet Pilatus-Suite (Altrisuoni 2003, mit Pascal Bruggisser, Marc Unternährer, Roland von Flüe, Marco Käppeli)
- Albin Brun Pilatus (Altrisuoni 2001, mit Bruno Amstad)
- Kraanich Pas de valse (Altrisuoni 2000, mit Pascal Bruggisser, Roberto Frei, Andy Aegerter)
- Interkantonale Blasabfuhr 4 (Plainisphare 1999, mit Lars Lindvall, Urs Koller, René Widmer, Marc Unternährer, Marco Käppeli)
- Interkantonale Blasabfuhr 3 (Unit Records 1995, mit Urs Koller, Beat Blaser, René Widmer, Michael Frey, Marco Käppeli)
- Interkantonale Blasabfuhr (Kompost Rekords 1989, mit Urs Koller, Beat Blaser, René Widmer, Michael Frey, Christoph Bättig)